# Chris Boltendahl
Chris Boltendahl (Köln, Njemačka, 2. siječnja 1962.) njemački je heavy metal-pjevač. Najpoznatiji je kao pjevač sastava Grave Digger, čiji je jedini preostali izvorni član.

## Diskografija

### Grave Digger
- Demo 1982 (Demo) (1982.)
- Born Again 1983 (Demo) (1983.)
- Rock From Hell - German Metal Attack (Split) (1983.)
- Heavy Metal Breakdown (1984.)
- Shoot Her Down! (EP) (1984.)
- Witch Hunter (1985.)
- Metal Attack Vol. 1 (Split) (1985.)
- War Games (1986.)
- Return of the Reaper (Demo) (1991.)
- For Promotion Only!! (EP) (1992.)
- The Reaper (1993.)
- Symphony of Death (EP) (1994.)
- Witch Hunter / War Games (Kompilacija) (1994.)
- Heart of Darkness (1995.)
- Rebellion (The Clans Are Marching) (Singl) (1996.)
- Tunes of War (1996.)
- The Dark of the Sun (EP) (1997.)
- The Battle of Bannockburn (Singl) (1998.)
- Knights of the Cross (1998.)
- Excalibur (1999.)
- The Round Table (Forever) (Singl) (1999.)
- The Grave Digger (2001.)
- Tunes of Wacken (2002.)
- Rheingold (2003.)
- The Last Supper (2005.)
- 25 to Live (2005.)
- Yesterday (EP) (2006.)
- Silent Revolution (Singl) (2006.)
- Liberty or Death (2007.)
- Pray (EP) (2008.)
- Ballads of a Hangman (2009.)
- The Clans Will Rise Again (2010.)
- Ballad of Mary (EP) (2011.)
- The Clans Are Still Marching (Video) (2011.)
- Wacken Hymne - Wacken Will Never Die (Split) (2011.)
- Home at Last (EP) (2012.)
- Clash of the Gods (2012.)
- Return of the Reaper (2014.)
- Exhumation (The Early Years) (2015.)
- Let Your Heads Roll - The Very Best of the Noise Years 1984-1986 (Kompilacija) (2016.)
- Healed by Metal (Singl) (2016.)
- Call for War (Singl) (2016.)
- Healed by Metal (2017.)
- The Living Dead (2018.)
- Fields of Blood (2020.)
- Symbol of Eternity (2022.)
- The Grave Is Yours (Singl) (2024.)
- Hell is My Purgatory (Hellfire 2024) (Singl) (2024.)
- Kingdom of Skulls (Singl) (2024.)
- Killing Is My Pleasure (Singl) (2024.)
- The Devil's Serenade (Singl) (2024.)
- The Bone Collector (2025.)
- Hellfire Crusade (Singl) (2025.)
- Bark To Hell (Singl) (2025.)

### Digger
- Stronger Than Ever (1986.)

### Hawaii
- Bottles and Four Coconuts (Demo) (1989.)

### The Fyredogs
- Hellfyre Rock'n'Roll (2010.)

### Hellryder
- The Devil Is a Gambler (2021.)

### Chris Boltendahl's Steelhammer
- Reborn in Flames (2023.)

### Gostovanja i drugim radom
- Helloween – Walls of Jericho (1985.) – gostujući vokal na "Reptile"
- Factory of Art – Grasp!!! (1996.) – gostujući vokal na "Until the End of Time" i "Live Fast"
- Edguy – Kingdom of Madness (1997.) – gostujući vokal na "The Kingdom"
- The Company – Frozen By Heat (1997.) – gostujući vokal na "Animal Farm" i "Lies of Life"
- White Skull – Asgard (EP) (1999.) – gostujući vokal na "Hagen the Cruel"
- White Skull – Tales from the North (1999.) – gostujući vokal na "Tales from the North", "Gods of the Sea" i "Here We Are"
- Imagika – And So It Burns (2000.) – prateći vokali na "Intro" i "Fade Away"
- Ten – Babylon (2000.) (remasteriran)
- Genius: A Rock Opera – Episode 1: A Human into Dreams' World (2002.) – vokali (kao The Stationmaster)
- Astral Doors – Requiem Of Time (2010.) – Umjetničko djelo [naslovnica]
- Van Canto – Tribe of Force (2010.) – gostujući vokal na "Rebellion (The Clans Are Marching)" (obrada Grave Diggera)"
- Painside – Dark World Burden (2010.) – gostujući vokal na "Redeemers in Blood"
- Rosae Crucis – Fede potere vendetta – Overlord Edition (2010.) – gostujući vokal na "Venarium"
- Doro – 25 Years in Rock... and Still Going Strong (2010.) gostujući vokal na "East Meets West (obrada Warlocka)"
- Rosae Crucis - Venarium (EP) (2010.) - gostujući vokal na "Venarium"
- Alestorm – Back Through Time (2011.) lirika na "Rumpelkombo"
- Maegi – Skies Fall (2013.) gostujući vokal na "Skies Fall"
- Orden Ogan – Ravenhead (2015.) gostujući vokal na "Here at the End of the World"
- Doro – Strong and Proud – 30 Years of Rock and Metal (2016.) gostujući vokal na "East Meets West (obrada Warlocka)"
- FB1964 – Störtebeker (2017.) – gostujući vokal na "Remember the Fallen"
- Nils Patrik Johansson – Evil Deluxe (2018.) – gostujući vokal na "Metalhead"
- Wolfen – Rise of the Lycans (2018.) – gostujući vokal na "Timekeeper"
- Hellish War – Wine of Gods (2019.) – gostujući vokal na "Paradox Empire"
- Desert – Fortune Favors the Brave (2019.) gostujući vokal na "Blood on the Sand"
- FB1964 – Dreams & Nightmares (2020.) – gostujući vokal na "Coming Home"
- Neck Cemetery – Born in a Coffin (2020.) – gostujući vokal na "Banging in the Grave"
- Anita Hegerland - Schön ist es auf der Welt zu sein (feat. Chris Boltendahl) (Singl) (2021.)
- WarWolf - Daywalker (Singl) (2022.) - (proizvedeno, miksano, masterirano)
- The Chronomaster Project – The Android Messiah (2022.) – gostujući vokal na "Generation Clash"
- WarWolf - When the Hangman Cries (Singl) (2022.) (proizvedeno, miksano, masterirano)
- WarWolf - Clan of the Undead (Singl) (2022.)  - (proizvedeno, miksano, masterirano)
- Rigorious – Iron Wings / Power of My Sword (EP) (2022.) – (mješoviti, svladao)
- WarWolf – Necropolis (2022.) (proizvedeno)
- Veritates – Silent War (2022.) (proizvedeno, mješoviti, svladao)
- FB1964 – Malleus Maleficarum (2022.) – (vokali)
- Orden Ogan – Final Days: Orden Ogan and Friends (2022.) – gostujući vokal na "Alone in the Dark" (Grave Digger)
- White Skull – Metal Never Rusts (2022.) – gostujući vokal na "Scary Quiet"
- StormHammer – Never Surrender – 30 Years of Power (2022.) – gostujući vokal na "Light in the Dark" (s Ralfom Scheepersom iz Primal Fear)
- WarWolf - The Flying Dutchman (Singl) (2023.) - (proizvedeno, miksano, masterirano)
- WarWolf - Spawn of Hell (Singl) (2023.) - (proizvedeno, miksano, masterirano)
- WarWolf - Legacy of Salem (Singl) (2023.) - (proizvedeno, miksano, masterirano)
- WarWolf – The Apocalyptic Waltz (2023.) – (mješoviti, svladao)
- Rigorious – Night of Retribution (2023.) – gostujući vokal na "Lost" (feat. Chris Boltendahl) (mješoviti, svladao)
- Anthenora - Need (EP) (2024.) - Miksano i Mastirano na "Need"
- Wade Black's Astronomica - The Awakening (2024.) - (proizvdeno, mastirano)
- Seraina Telli - The Black 'n' White Sessions (2024.) - gostujući vokal na "Wish You Well" (feat. Chris Boltendahl) (Grave Digger)
- Rigorious - Kingdom Unfold (2025.) (miksano, mastirano)
- WarWolf - The Final Battle (2025.) (proizvedeno, miksano, masterirano)